# Németországi irányítószámok rendszere
Németországban a postai küldemények szétküldésére 1993. július 1. óta a Német Szövetségi Posta által előállított ötjegyű irányítószámokat alkalmaznak. Az új irányítószámokat ma már a Német Posta Részvénytársaság állítja elő. Minden helyen a tízes számrendszer számjegyei állnak.
1941-ben a Német Birodalomban először kétjegyű rendeltetési hely szerinti azonosító kódokat vezettek be a csomagok részére, majd 1944-től ezeket az irányítószámokat használták a levélforgalomhoz is. Ezeket az irányítószámokat – kicsi módosítással – 1962-ben Nyugat-Németországban, illetve 1965-ben az akkori Német Demokratikus Köztársaságban két független rendszerből négyjegyű irányítószámmá alakították át, majd 1993-ban a mai, öt számjegyű rendszerré fejlesztették.

## Történelem
Első alkalommal 1853-ban a Thurn-és-Taxis-Post irányításával, számos bélyegző segítségével vált lehetővé, helyek, települések egy számkód segítségével történő beazonosítása. Carl Bobe 1917-ben Németországot nagy térségekre, regionális és helyi területekre tagolta egy szerkesztési rendszer segítségével.

### A két tizedesjegyű rendszer

#### Bevezetése a Német Birodalomban
Az irányítószámok bevezetése a második világháború idején történt. A háborúk idején jelentősen megnövekedik a tábori postai küldemények, mindenekelőtt a csomagok mennyisége. A legtöbb gyakorlott postást, aki a küldeményeket csoportosította, behívták a Wehrmachthoz, és gyakorlatlan levélválogatókkal és vendégmunkásokkal pótolták őket, ami a kézbesítési idő határozott hosszabbodásához vezetett. A gyakorlatlan dolgozók egyáltalán nem vagy kevés földrajzi ismerettel rendelkeztek.
1941. július 25-én a Birodalmi Postaügyi Minisztérium hivatalos lapjának a 407/1941-es számú rendelkezésében közzé tette a csomagok kézbesítésének a módját. Ez főképpen a csomagszolgálatra vonatkozott. 24 csomagvezérlő állást alakítottak ki, amelyek 1-től 24-ig voltak számozva. A területek nagyjából a postaigazgatósági kerületeknek feleltek meg. Ezeket a területeket a két tizedesjegyű rendszer segítségével számozott irányítószámokkal jelölték meg. Például 21 volt Westfalen tartománya: a 21a alosztály Münster és Minden kormányzati területe, a 21b Arnsberg kormányzati területe, a 22c pedig a Rheinland nyugati része.
A civil postaforgalomban 1943. október 19-én bevezették az ország 32 területén az irányítószámot. A számokat kiegészítették betűkkel, mint például 5b Kelet-Poroszország. 1944 júniusában a lakosságot felszólították az irányítószámok használatára.
Az irányítószámot egy garas méretű körrel szokták írni, illetve írógéppel zárójelben, a címzett bal oldalára. A hely nevét azonfelül aláhúzták, például így:
- Luckenwalde

Némely településnevet kiegészítettek hivatalos megnevezéssel, mint például:
- Werder (Havel)

Az olyan településeknél, amelyeket az úgynevezett Landkraftposttal (egy kombinált személy- és postaszállítással) láttak el, azt kellett hozzáírni, hogy „keresztül” (über) és utána a felelős vezetési hivatal:
- Parey über Genthin

A címet a célhely, illetve a vezetési hivatal helye alá szokták írni.

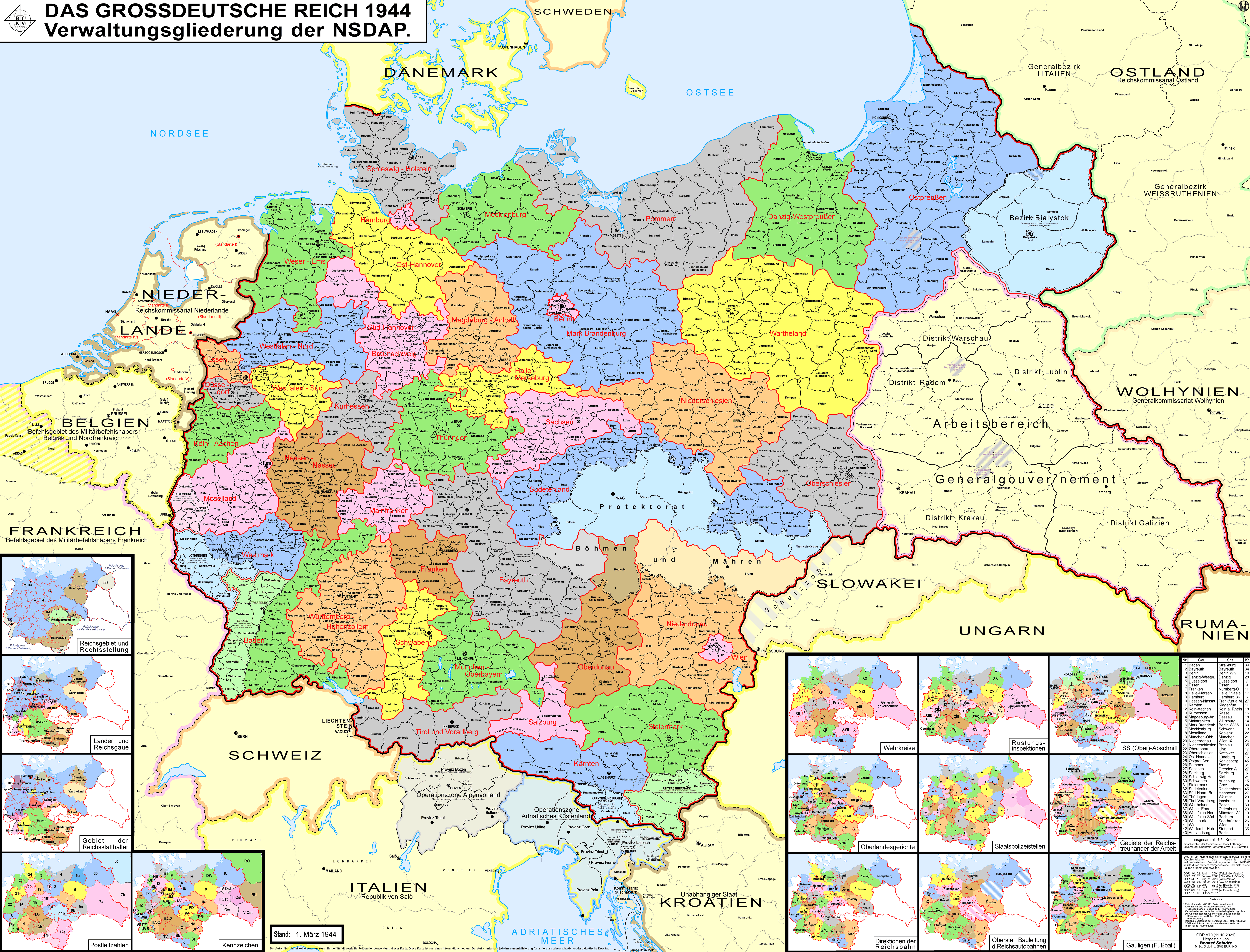
Birodalmi területek és főkormányzóságok (1944)
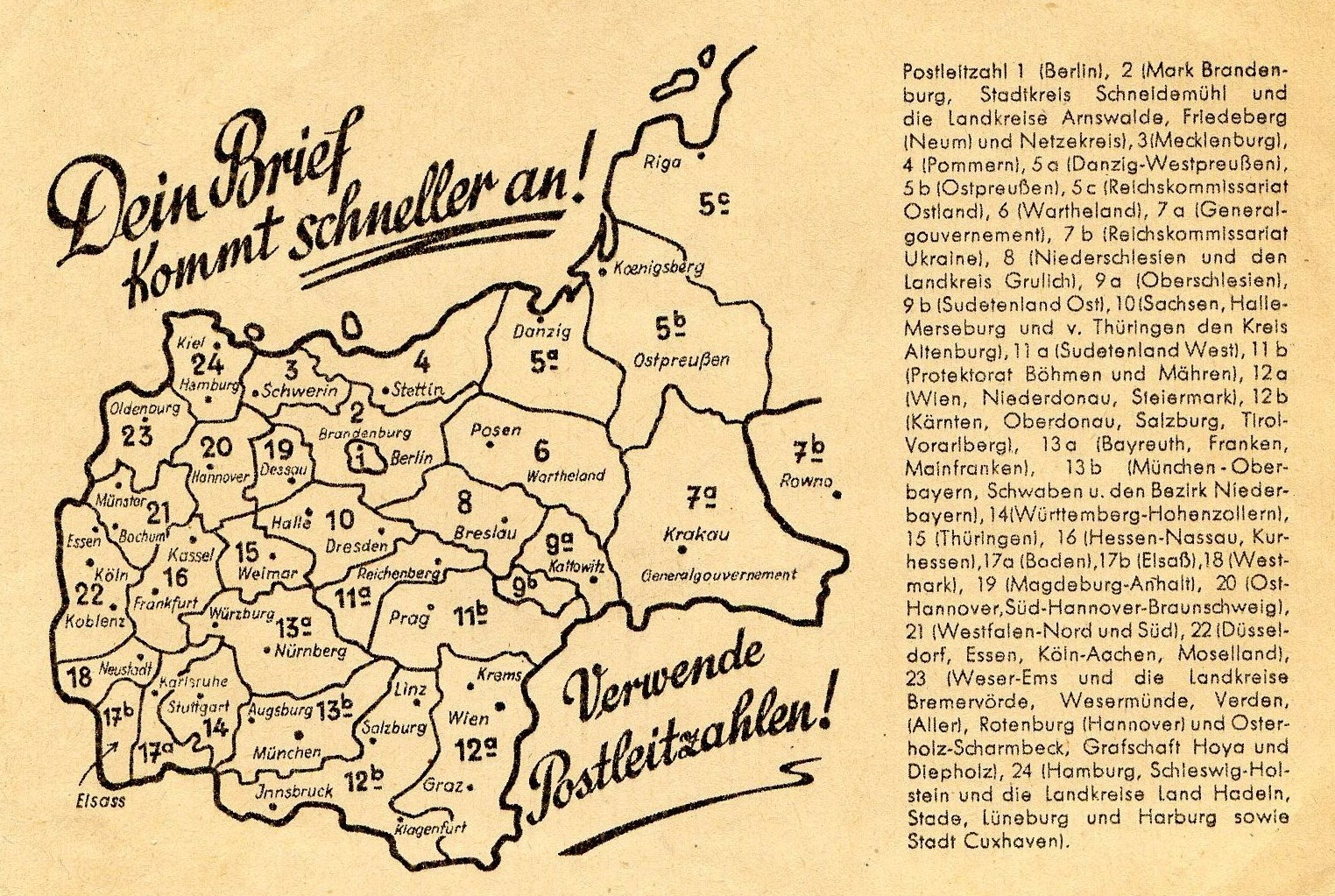
Reklám egy tábori levél hátoldalán 1943-ból
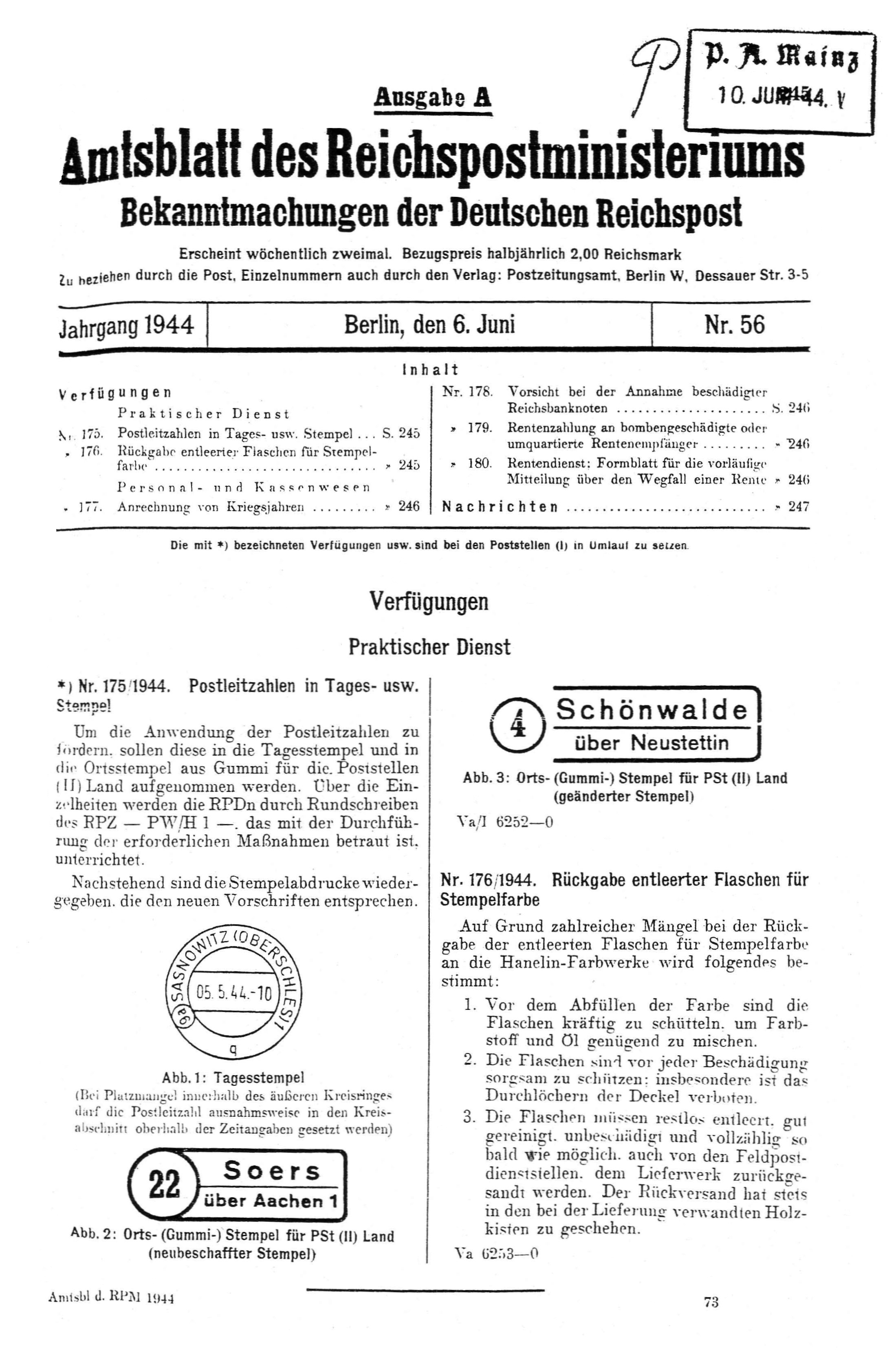
A Birodalmi Postaügyi Minisztérium hivatalos lapjának 1944. június 6-ai száma, amelyben az irányítószám bevezetésére vonatkozó rendelkezést közölte

#### Az irányítószám 1945 után

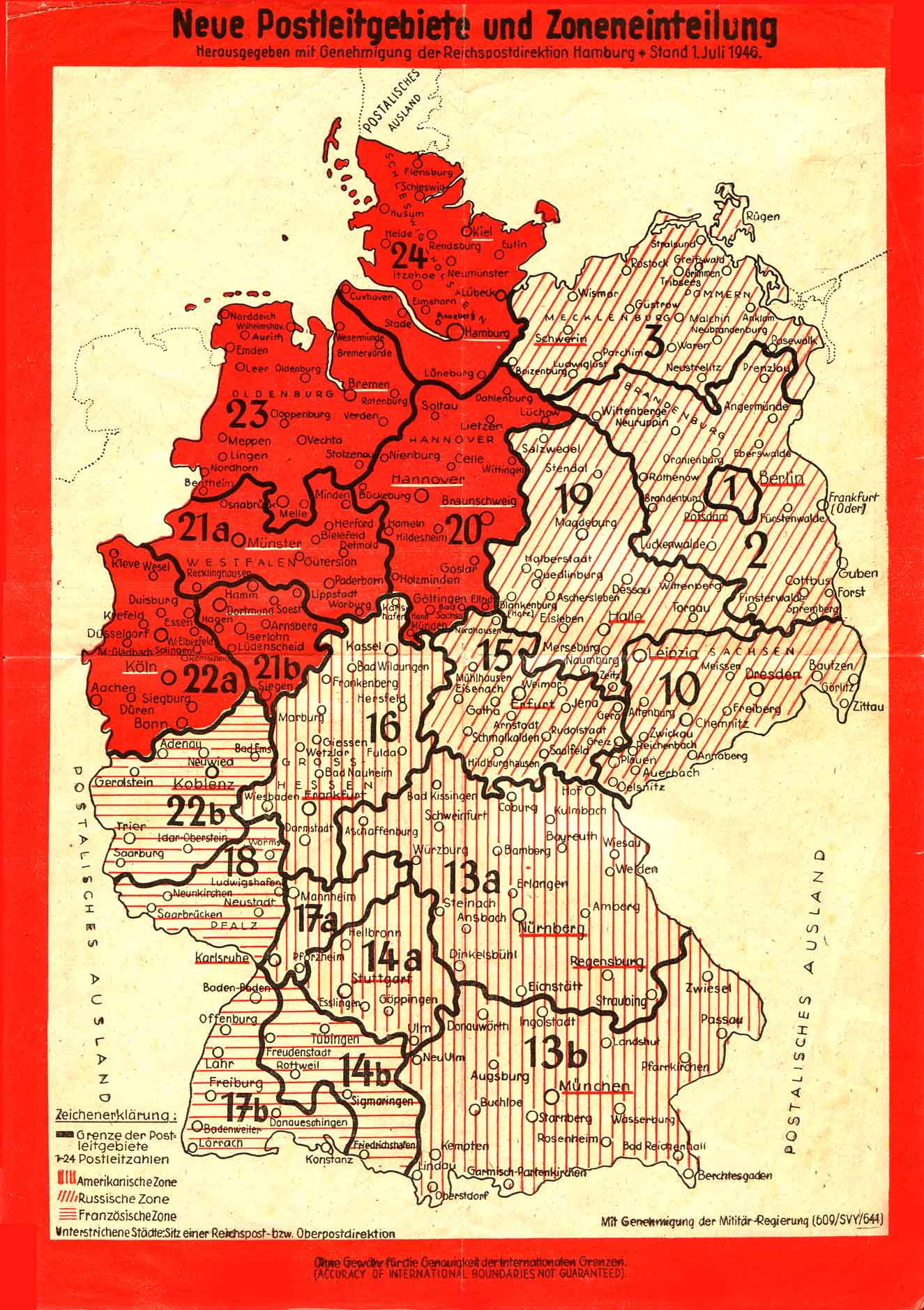
Postai irányítószámok 1946. július 1-jén (a piros terület a britek által megszállt terület)

A második világháború után a Birodalmi Posta meghagyta a postai irányítószámokra vonatkozó szabályt. A négy megszállt övezetbe az irányítószámok (két számjegy, egy betűvel kiegészítve) némileg változtak: pl. a 21 fel lett osztva 21a-ra és 21b-re, a 22 lett 22a és 22d, miközben a 4-től 9-ig terjedő számúakat és a 12-t törölték.
A Német Szövetségi Köztársaság és a Német Demokratikus Köztársaság alapítását követően, 1949 után az irányítószámokat a korábbi formájukban használták.
Az 1950-es években egyre kevesebb levélíró használta az irányítószámot, csupán minden harmadik feladó tüntette fel a címzésben. Ez oda vezetett, hogy a Szövetségi Posta elgondolkodott az irányítószámról való lemondásról. Az 1950-es évek közepén a levelek elosztásának küszöbön álló automatizálása megelőzte ezt és egy új rendszert alakítottak ki.
A címzésben szereplő 24 000 lehetséges helyet főpostahivatalok és postahivatalok között osztották el.
Ez az új rendszer sem tetszett az ügyfeleknek, a feladók 72%-a nem tartotta be a jelöléseket. Sürgős megoldásra volt szükség, mert egyedül a nyugat-németországi területen például több mint 30 településnek volt olyan neve, amelyben szerepelt a "Neustadt" és fontos információk (pl. a járásokra vonatkozó adatok) nem voltak megadva, holott ezek az adatok alapvető fontosságúak lettek volna a küldemények kézbesítése szempontjából.
A csomagkézbesítéshez 1956-ban egy új rendszert dolgoztak ki. Minden önálló hivatalnál egy azonossági számmal látták el a küldeményt. Az azonossági szám rendszere a kódolásnak volt egy formája. Az első számok 1-től 20-ig tartottak, a csomag érkezésének sorrendjében, a főpostaigazgatóság bocsátotta őket rendelkezésre. Alatta betűk voltak A-Z-ig (I, O és Q nélkül, az azonossági számmal való felcserélhetőség miatt), amelyek tartalmazták a postahivatalok egységes jeleit. Amikor az ABC betűi elfogytak, egy három részes kombinációt vezettek be: számkód - betűk - számkód.
A 274/1956-os hivatali rendelkezés szerint 1956. július 30-án hivatali azonosító kódokat vezettek be.
A hivatali kódok a főpostahivatalban, a szövetségi köztársaság I és II postahivatalaiban és Nyugat-Berlinben is azonos módon használták. Összesen 22 főszámot adtak ki. A 21-es szám a berlini főpostaigazgatóságé és 1957. augusztus 10. óta Saarbrückené, a 22-es szám a csomagok mennyiségének a függvénye.
A rendszert 1964. április 1-jén megszüntették (Vf 543/63). A régi R-cédulákat csak 1964. május 31-éig szabadott felhasználni. A kicsi posták ehhez a dátumhoz nem tartották magukat. A hivatalos lap rendelkezése szerint 1964. április 1. előtt az új ajánlott szelvényeket csak akkor szabadott használni, ha a régi R-cédulák elfogytak.

### A négy tizedesjegyű rendszer

#### A szövetségi posta és a Keletnémet Posta
Az új négy tizedesjegyű irányítószám rendszert a szövetségi köztársaságban 1961-ben, Richard Stücklen miniszter mutatta be és 1962. március 23-án vezették be. 1961. november 3-án a hivatalos lap 126-os számában ismertette az irányítószámokat.
A közlekedési területet 7 fő zónára osztották, majd ezt újra 10 fő területre és minden területet 10 újabb térségre. A kerek irányítószámoknál a nagyvárosok (például 5300 Bonn) esetében a nullákat nem kell kiírni (53 Bonn).
A négy tizedesjegyű rendszer 1001-től 1999-ig, 2500-tól 2799-ig, 3600-tól 3999-ig és 9000-től 9999-ig működött. Az 1000 volt Nyugat-Berlin irányítószáma. A Német Szövetségi Posta 1962-től a következő szlogennel reklámozta a rendszert: „Vergißmeinnicht – die Postleitzahl, der schnelle Wegbegleiter“ (Nefelejcs - az irányítószám, a gyors útkísérő).
1964-től a kampány részeként a nyugatnémet televízióban elkezdték sugározni a Nefelejcs című műsort Peter Frankenfelddel és Walter Spahrbier postással.
A négy szám mindegyike egy logikát követ. Az első szám a fő övezet, a második szám pedig a fő térség. Az 5 a harmadik helyen jelöli a fő területi központot. Korábban a fő területi központok arról voltak felismerhetőek, hogy az utolsó számjegyük 0 volt. Ha az utolsó számjegy 7 volt, az egy olyan helyet jelentett, ahol vasúti posta kapcsolat van. Az 1-es, illetve a 2 számjegy nagyon kevés esetben fordult elő és kicsi területeket jellemzett, amelyeknek nem volt saját irányítószámuk.
1965. január 1-jén a Német Posta a Német Demokratikus Köztársaságban egy négy tizedesjegyű postai irányítószám-rendszert vezetett be. Ez egyedül az NDK-nak készült, a számokat 1000-től 9999-ig 15 kerületben használták. Míg a nyugatnémet városoknak a rendszer szerint csak egyetlen irányítószámuk volt, a keletnémet területen a nagyobb városokhoz több irányítószámot rendeltek hozzá.
Alapjaiban a keletnémet rendszer hasonlított a nyugatnémetre. Az irányítószámoknál felismerhető volt a postai szolgálati hely: a főposták utolsó számként a 0 (xxx0) számjegyet kapták. Másik posták utolsó számként a 2-estől a 9-esig lévő számjegyeket használták utolsó számként.
Egy különbség a két rendszer között, hogy a különlegesen fontos helyeknek a Német Szövetségi Köztársaságban egyjegyű irányítószámaik voltak, a Német Demokratikus Köztársaságban minden irányítószám legalább kétjegyű volt (3 Hannover, de 30 Magdeburg).
1974-ben az elektronikus dátumfeldolgozás bevezetése során a Német Szövetségi Köztársaságban és 1979-ben a Német Demokratikus Köztársaságban is megváltozott az irányítószámok rendszere. Az eddig egy-, két- vagy háromjegyű irányítószámok a fontosabb helyeken a 0 hozzácsatolásával négyjegyűek lettek.
Sok irányítószám létezett keleten és nyugaton is duplán: 5300 Keleten Weimar, Nyugaton pedig Bonn irányítószáma volt. Egy határon túli levél feladásához muszáj volt egy országismertetőt megadni. 1974-ig a levelekre, amelyeket nyugatról keletre küldtek, a Német Szövetségi Köztársaság részéről a Német Demokratikus Köztársaság el nem ismerése miatt megkülönböztetőjelként az X került a DDR elé. Ellenkező esetben, amikor a levelet keletről nyugatra kellett kézbesíteni 1964 augusztusától egy 0 (0-) kerül az irányítószám elé.
Később az NSZK-ból az NDK-ba küldött postai küldemények esetében az irányítószám elé a D- betűt írták.

#### Zustellpostamt
...A cikk többi része német nyelvről fordítandó...

1979-ben – az elektronikus adatfeldolgozásra történő átálláskor – a Német Demokratikus Köztársaságban újabb irányítószámokkal, további területek kerültek a kézbesítési kerületekhez. Például 25 Rostock 1 helyett Rostock 2500 lett használatos.

### Az öt tizedesjegyű rendszer

#### Egy egységes rendszer bevezetése
Az újraegyesítést (1990.) követően a Szövetségi Postának szembe kellett néznie azzal a problémával, hogy az immár egyesült Németországban két négy számjegyű kódrendszer működik párhuzamosan. Az összesen 5420 irányítószámból amely akkoriban létezett, 3400 a nyugati részen és 2020 a keleti részen volt használatos. Ez azt jelentette, hogy a postaforgalmat egy átmeneti időszakra továbbra is meg kellett különböztetni Kelet- és Nyugat-Németország között. Minden irányítószám előtt fel kellett tüntetni a közlekedési területet: Kelet-Németország esetében egy O betűt (Ostdeutschland), míg Nyugat-Németország esetében egy W betűt (Westdeutschland). Pl.: Stralsund irányítószáma O-2300 volt, Kiel irányítószáma W-2300 volt, a félreértés elkerülése érdekében.
A mindenkori közlekedési területeken belül az O és W betűk feltüntetése nem volt szükséges. Ennek az állapotnak a megváltoztatására egy egyszerű javaslat hangzott el, mégpedig az, hogy a több mint 800 duplán használt irányítószám, maradjon úgy használatban ahogy volt.
A Szövetségi Posta egy a mindkét oldal számára megfelelő, radikális megoldás mellett döntött: egy új öt számjegyű rendszer létrehozása, amelyet a posta műszaki tanácsa fejleszt.
Az 1980-as években a nyugatnémet rendszerben rendkívül egyértelmű hiányosságokat fedeztek fel, amelyek az öt számjegyű rendszer létrehozásával megszüntethetők voltak. Az új rendszer kialakításához más európai Postaigazgatóságok (pl. Franciaország, Hollandia), de mindenekelőtt Svédország irányítószám-rendszerét vették segítségül. A új ötjegyű irányítószám-rendszer alapját a négy számjegyű nyugatnémet rendszer adta, amelyben a fő régiók, az agglomerációs területek tekintetében a legtöbb esetben az irányítószámok a régi rendszerrel azonosak voltak. Az öt számjegyű irányítószám-rendszer bevezetésének egy további alapja volt, hogy a levélelosztás automatizált lett.

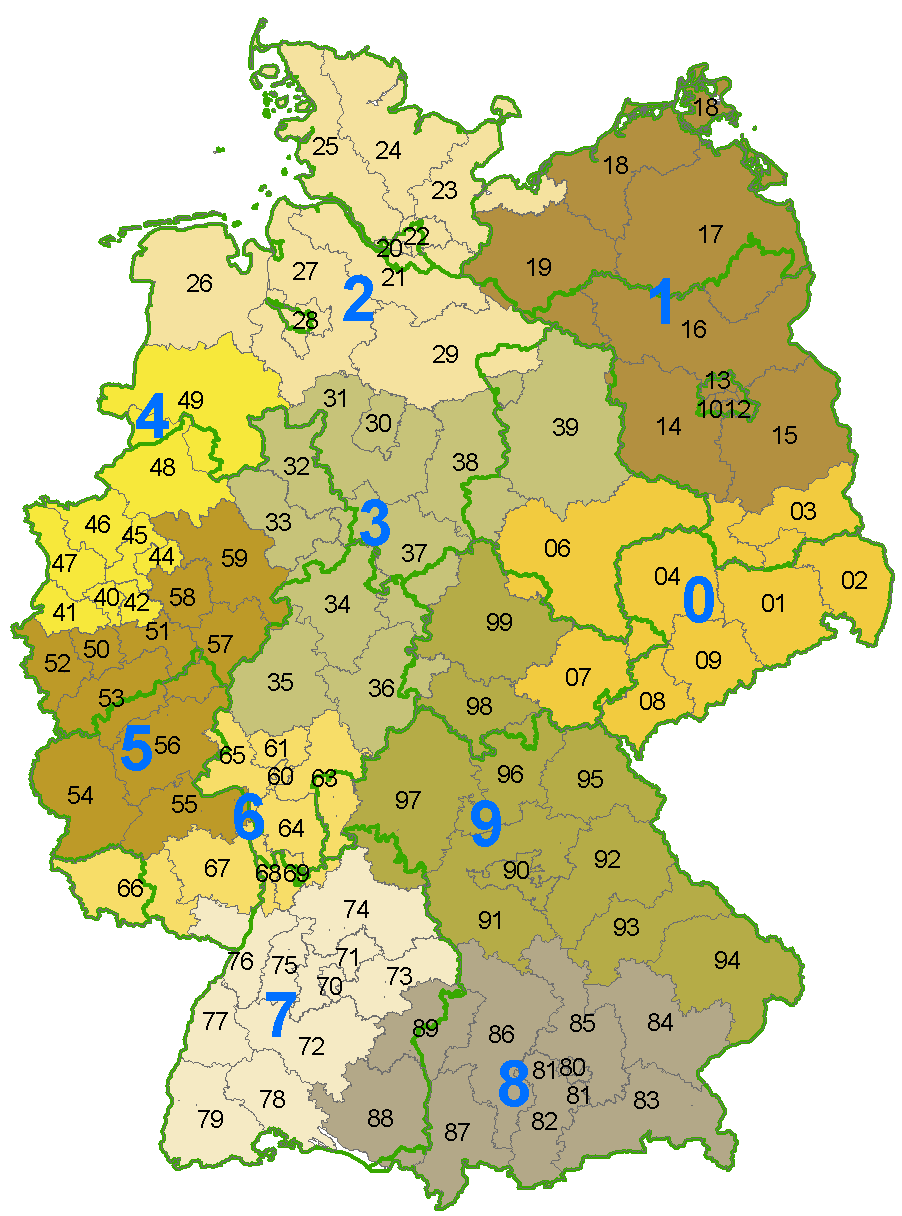
A németországi irányítószámok rendszere 1993 óta

A rendszert 1993. július 1-jén vezették be.
Az új rendszer bevezetésével egyidejűleg levélcentrumok alakultak, amelyeknél lehetséges, hogy a levelek csupán két válogatáson essenek át, mielőtt a kézbesítőkhöz kerülnek.
Az új rendszernél a kézbesítési körzeteket - ahogy az a négy számjegyű keletnémet rendszer esetében volt - beleintegrálták az irányítószámokba. Ez a rendszer alkalmas volt arra, hogy a nagyügyfelek is saját irányítószámot kapjanak. Új és szokatlan volt, hogy a 0 vezető számjegyként is használható. Egyesek tiltakoztak ez ellen, mert azt gondolták, hogy az első helyen lévő 0 egy település megítélését is jelentheti mások számára. Sajnos az első helyen lévő 0 egy hibás szoftver esetében könnyen négyjegyű számmá alakíthatja az ötjegyű irányítószámot.
Egy további fontos érv volt az öt számjegyű irányítószám bevezetése mellett, hogy az új rendszer elegendő tartalékot biztosított, amely lehetővé tette, hogy új nagy ügyfeleket szolgáljanak ki, új postafiók szekrényeket alakítsanak ki, új lakóterületeket szolgáljanak ki anélkül, hogy a rendszert túlterheljék. Ebből az okból előfordulhat, hogy találunk az irányítószámok és a postafiók számok és a következő foglalt irányítószám között legalább egy, többször azonban több használaton kívüli irányítószámot. Jelenleg 30000 használatban lévő irányítószám van Németországban, a maradék pedig tartalék.
Az új rendszer bevezetését 1993-ban egy erős reklámkampány kísérte, amelynek figurája Rolf volt (hangja: Rold Zacher), jelmondata „Fünf ist Trümpf“. Az RTL TV Rudi Carrell vezetésével egy 10 részes show-műsort is készített Die Post geht ab címmel, amelynek első adása 1993. május 9-én volt.
Az új irányítószám-rendszert mindenkinek meg kellett ismernie, így 40 millió postai irányítószám-jegyzéket adtak ki, amelyeket ingyenesen juttattak el minden német háztartás részére. Egy jegyzék ezer oldalas volt és több mint 2 kg-ot nyomott. A jegyzék minden települést tartalmaz, annak összes irányítószámával, valamint teljes utcajegyzéket irányítószámokkal ellátva.
A nagy ügyfelekkel, a postafiókkal és a postán maradó küldeményekkel kapcsolatos információkat egy külön kiadványban tüntették fel, amely azonban nem volt költségmentes és csak igénylés alapján adták ki.
Az irányítószám-jegyzék első új kiadása 2005. október 4-én jelent meg 3 millió példányban. Az ehhez való hozzájutás már nem volt ingyenes. Kb. 3 havonta megjelenik egy CD, de az irányítószámok a Német Posta internetes oldalán is hozzáférhetőek. Az új rendszer eddigi legnagyobb módosítása 2001-ben volt.

#### Rendszertan
A szövetségi területet összesen 26 400 új rendeltetési kerületre osztották fel. A napi több mint 2000 küldeményt kapó 1700 nagy ügyfél saját számot kapott. Ezenkívül van 16 500 irányítószám csak postai
ügyfelek számára. Az első számjegy a mindenkori város körzetét jelenti (pl. az 1-es a Berlin körüli körzetet, a 2-es a Hamburg körülit, a 8-as München körülit), a második pedig többnyire egy nagyobb várost jelöl. Az utolsó három számjegy a városon belüli rendeltetési kerület számára van fenntartva. A jelkészlet hozzárendelését a rendeltetési kerületekhez egy nyolc személyből álló szakértői team (adó) végezte.
Ezt a kódot az adónak és a vevőnek egyaránt ismernie kell.

#### Postai irányítószám-zónák és régiók
Az alábbi táblázatban az egyjegyű irányítószám-zónák láthatóak területi és lakossági adatokkal (2007. december 31-ei adat).
| Leitzone | Terület      | Lakosság   | Lakosság / km² (kerekített) |
| -------- | ------------ | ---------- | --------------------------- |
| 0        | 37.187,8 km² | 6.819.607  | 183                         |
| 1        | 47.642,4 km² | 7.034.541  | 148                         |
| 2        | 44.207,4 km² | 8.691.409  | 197                         |
| 3        | 45.488,1 km² | 9.012.212  | 198                         |
| 4        | 20.212,3 km² | 10.331.535 | 511                         |
| 5        | 28.834,5 km² | 9.233.815  | 320                         |
| 6        | 17.247,9 km² | 7.540.503  | 437                         |
| 7        | 27.864,2 km² | 8.715.898  | 313                         |
| 8        | 36.427,2 km² | 7.675.001  | 211                         |
| 9        | 47.803,7 km² | 7.163.416  | 150                         |

#### Irányítószám fajták
Az alábbi fajta irányítószámok vannak:
| Leírás                            | Az ötjegyű irányítószámok mennyisége (adat: 1992. december 22.) | Mennyiség (adat: 2005. október) |
| --------------------------------- | --------------------------------------------------------------- | ------------------------------- |
| Postafiók                         | 16.500                                                          | 17.119                          |
| Schalterausgabe                   | –                                                               | 0                               |
| Gruppen-Großempfänger             | –                                                               | 814                             |
| Einzel-Großempfänger              | 1.700                                                           | 1.616                           |
| Aktions-PLZ                       | –                                                               | 1.824                           |
| Zustell-PLZ                       | 8.200                                                           | 17.201                          |
| Zustellung und Postfach           | –                                                               | 1.131                           |
| A kiadott irányítószámok összesen | 26.400                                                          | 39.705                          |

## Különleges szabályok

### Vámszabad területek
Annak ellenére, hogy az öt számjegyű irányítószámok csak a Német Szövetségi Köztársaság területére készültek, muszáj volt, ahogy már a négy számjegyű irányítószámok esetében is kivételeket tenni.
- Az osztrák Kleinwalsertal Vorarlbergben és Jungholz Tirolban vámszabad területek voltak, ezért osztrák és német irányítószámuk is volt. 1966. január 1-je, az osztrák irányítószámok bevezetése óta, a Német Szövetségi Köztársaságba címzett leveleket, úgynevezett konyhai mérleg-postai pecséttel látták el.

Az irányítószámok a következők voltak:
| Helységnév | Ausztria | Németország | Németország (1993-ig) |
| ---------- | -------- | ----------- | --------------------- |
| Jungholz   | 6691     | 87491       | 8965                  |
| Riezlern   | 6991     | 87567       | 8984                  |
| Hirschegg  | 6992     | 87568       | 8985                  |
| Mittelberg | 6993     | 87569       | 8986                  |

- Büsingen am Hochrhein településnek – amely a svájci Schaffhausen kanton egy német exklávéja – a német mellett svájci irányítószáma is van.

| Helységnév | Svájc | Németország | Németország (1993-ig) |
| ---------- | ----- | ----------- | --------------------- |
| Büsingen   | 8238  | 78266       | 7701                  |

## Fordítás
- Ez a szócikk részben vagy egészben  a   Postleitzahl (Deutschland) című német Wikipédia-szócikk fordításán alapul.  Az eredeti cikk szerkesztőit annak laptörténete sorolja fel. Ez a jelzés csupán a megfogalmazás eredetét és a szerzői jogokat jelzi, nem szolgál a cikkben szereplő információk forrásmegjelöléseként.